# ادمون بروس
ادمون بروس (بالإنجليزية: Edmond Bruce)‏ هو مهندس كهربائي أمريكي، ولد في 28 سبتمبر 1899 في سانت لويس في الولايات المتحدة، وتوفي في 28 نوفمبر 1973 في بلينفيلد في الولايات المتحدة.